# Осцилляции Шубникова — де Хааза в графене
Осцилляции Шубникова — де Хааза в графене (в русском языке также распространено написание Осцилляции Шубникова — де Гааза) впервые наблюдали в 2005 году. Эффект заключается в периодическом изменении сопротивления или проводимости электронного или дырочного газа как функции обратного магнитного поля. Он связан с осциллирующим поведением плотности состояний в магнитном поле.

## Период осцилляций
Энергия дираковских безмассовых фермионов в магнитном поле пропорциональна корню из магнитного поля и при заполнении релятивистских уровней Ландау s и s + 1 можно записать для электронов на уровне Ферми ({\displaystyle \varepsilon _{F}}) следующие соотношения:
{\displaystyle \varepsilon _{F}=\hbar \omega _{c}^{s}{\sqrt {s}},}
{\displaystyle \varepsilon _{F}=\hbar \omega _{c}^{s+1}{\sqrt {s+1}},}
где «циклотронная частота» {\displaystyle \omega _{c}^{s}={\sqrt {2}}{\frac {v_{F}}{l_{B_{s}}}}=v_{F}{\sqrt {\frac {2eB_{s}}{\hbar }}}}, а магнитная длина {\displaystyle l_{B_{s}}={\sqrt {\frac {\hbar }{eB_{s}}}}}, {\displaystyle s} — натуральное число 1, 2, 3, …, {\displaystyle v_{F}} — фермиевская скорость, {\displaystyle \hbar } — постоянная Планка, {\displaystyle e} — элементарный заряд, {\displaystyle B_{s}} — магнитное поле, соответствующее s-му уровню Ландау. Концентрация электронов без магнитного поля равна {\displaystyle n={\frac {g_{s}g_{v}\varepsilon _{F}^{2}}{4\pi \hbar ^{2}v_{F}^{2}}}}. Используя это соотношение при условии, что магнитное поле не изменяет уровень Ферми (например он зафиксирован по внешним причинам), получим
{\displaystyle \pi \hbar ^{2}n={\frac {\varepsilon _{F}^{2}}{v_{F}^{2}}}=2seB_{s}\hbar ,}
или
{\displaystyle s={\frac {\pi \hbar n}{2eB_{s}}},}
{\displaystyle s+1={\frac {\pi \hbar n}{2eB_{s+1}}}.}
Вычитая из последнего равенства предпоследнее, найдём соотношение для периода осцилляций {\displaystyle \Delta B_{s}^{-1}}:
{\displaystyle 1={\frac {\pi \hbar n}{2e}}\left({\frac {1}{B_{s+1}}}-{\frac {1}{B_{s}}}\right)={\frac {\pi \hbar n}{2e}}\Delta B_{s}^{-1}.}
Здесь можно определить концентрацию носителей через период:
{\displaystyle n={\frac {2e}{\pi \hbar \Delta B_{s}^{-1}}}}
или фундаментальную частоту {\displaystyle B_{F}}
{\displaystyle n={\frac {2e}{\pi \hbar }}B_{F}.}
Эта формула аналогична формуле для концентрации двумерного электронного газа в инверсионных слоях кремния (100).

## Теория Гусынина — Шарапова
В статье Гусынина и Шарапова показано, что осциллирующую часть продольной компоненты тензора проводимости можно записать в виде
{\displaystyle \sigma _{\text{osc}}={\frac {4e^{2}|\mu |}{\pi }}{\frac {(\mu ^{2}-\Delta ^{2}+\Gamma ^{2})\Theta (\mu ^{2}-\Delta ^{2}-\Gamma ^{2})}{(\hbar v_{F}^{2}eB)^{2}+(2\mu \Gamma )^{2}}}\sum _{k=1}^{\infty }\cos \left({\frac {\pi k(\mu ^{2}-\Delta ^{2}-\Gamma ^{2})}{\hbar v_{F}^{2}eB}}\right)R_{T}(k,\mu )R_{D}(k,\mu ),}
где {\displaystyle \mu } — химический потенциал, {\displaystyle \Delta } — ширина запрещённой зоны (в случае графена равна нулю), {\displaystyle \Gamma } — ширина уровня Ландау (не зависит от магнитного поля и температуры), {\displaystyle \Theta (x)} — ступенчатая функция, амплитудный температурный множитель равен
{\displaystyle R_{T}(k,\mu )={\frac {2\pi ^{2}kT\mu /\hbar v_{F}^{2}eB}{\sinh(2\pi ^{2}kT\mu /\hbar v_{F}^{2}eB)}},}
а множитель Дингля
{\displaystyle R_{D}(k,\mu )=\exp \left({\frac {-2\pi k|\mu |\Gamma }{\hbar v_{F}^{2}eB}}\right).}
Формула описывает осцилляции Шубникова — де Гааза не очень близко к точке электронейтральности. В окрестностях самой точки осцилляции магнетопроводимости отсутствуют. При больших концентрациях носителей можно пренебречь шириной запрещённой зоны и уширением уровней Ландау ({\displaystyle \mu ^{2}\gg \Delta ^{2}+\Gamma ^{2}}), и частота осцилляций по обратному магнитному полю совпадает с формулой, полученной ранее.